# 1543
1543 (MDXLIII) a fost un an comun al calendarului iulian, care a început într-o zi de luni.

## Evenimente
- Prima atestare documentară a satului Purcăreț (Sălaj).

## Arte, științe, literatură și filozofie
- Nicolaus Copernic sugerează că Pământul se învârte în jurul Soarelui.

## Nașteri
- 31 ianuarie: Ieyasu Tokugawa primul shogun din shogunatul Tokugawa (d. 1616)
- dată necunoscută: William Byrd compozitor britanic (d. 1623)
- 18 februarie: Carol al III-lea, Duce de Lorena  (d. 1608)
- 16 februarie: Kanō Eitoku artist japonez (d. 1590)
- dată necunoscută: Costanzo Varolio medic italian (d. 1575)

## Decese
- 24 mai: Nicolaus Copernic, 70 ani, astronom și cosmolog, matematician, economist, preot și prelat catolic (n. 1473)